# Liste der Baudenkmäler im Kölner Stadtteil Ossendorf
Die folgende Liste enthält die in der Denkmalliste ausgewiesenen Baudenkmäler auf dem Gebiet des Stadtteils Köln-Ossendorf, Stadtbezirk Köln-Ehrenfeld, Nordrhein-Westfalen.
Hinweis: Die Reihenfolge der Baudenkmäler in dieser Liste orientiert sich an den Straßennamen und ist alternativ nach Hausnummern, Denkmallistennummer oder Bezeichnung sortierbar.
Basis ist die offizielle Kölner Denkmalliste (Stand: 16. August 2012), die Baudenkmäler und Denkmalbereiche auflistet. Dabei kann es sich beispielsweise um Sakralbauten, Wohn- und Fachwerkhäuser, historische Gutshöfe und Adelsbauten, Industrieanlagen, Wegekreuze und andere Kleindenkmäler sowie Grabmale und Grabstätten, die eine besondere Bedeutung für die Geschichte Kölns haben, handeln. Grundlage für die Aufnahme in die offiziellen Denkmallisten ist das Denkmalschutzgesetz Nordrhein Westfalens.

| Bild                           | Bezeichnung                                                       | Lage | Beschreibung | Bauzeit | Einge- tragen seit | Denk- mal- nr. |
| ------------------------------ | ----------------------------------------------------------------- | --- | ------------ | ------- | ------------------ | -------------- |
| Fotos hochladen                | Hofanlage Nüssenberger Hof                                        | Ossendorf Am Nüssenberger Hof o. Nr. |              | 1753    | 1. Juli 1980       | 348            |
| Fotos hochladen                | Wegekreuz                                                         | Ossendorf Äußere Kanalstr. o. Nr. |              | 1752    | 1. August 1996     | 7926           |
| weitere Bilder Fotos hochladen | Gebäude des ehem. Verkehrsflughafens/Flughafen Köln-Butzweilerhof | Ossendorf Butzweilerstr. o. Nr. Karte |              | ab 1909 | 19. Juli 1988      | 4219           |
| weitere Bilder Fotos hochladen | Ehem. Kaserne Klerken                                             | Ossendorf Butzweilerstr. o. Nr.; Franz-Raveaux-Str. o. Nr.; Heinrich-Bürgers-Str. o. Nr, 2–24; König-Baudouin-Platz o. Nr.; Peter-Michels-Str. o. Nr., 29; Peter-Röser-Str. o. Nr., 4a-b, 8a-b Karte |              | 1935–36 | 7. September 1998  | 8357           |
| Fotos hochladen                | Hofanlage (Pisdorhof)                                             | Ossendorf Frohnhofstr. 37 |              | 1787    | 1. Juli 1980       | 360            |
| Fotos hochladen                | Hofanlage (Frohnhof)                                              | Ossendorf Frohnhofstr. 41 |              | 1768    | 1. Juli 1980       | 361            |
| Fotos hochladen                | Wohnhaus                                                          | Ossendorf Frohnhofstr. 66 |              | um 1890 | 14. Juli 1989      | 5129           |
| Fotos hochladen                | Wohn- und Geschäftshaus                                           | Ossendorf Frohnhofstr. 73 |              | um 1903 | 21. August 1991    | 6158           |
| Fotos hochladen                | Grünanlage, Verteidigungsanlage Zwischenwerk III b                | Ossendorf Militärringstr. o. Nr. |              | 1873–81 | 1. Juli 1980       | 371            |
| Fotos hochladen                | Wegekreuz                                                         | Ossendorf Ossendorfer Str. o. Nr. |              | 1752    | 1. August 1996     | 7926           |
| Fotos hochladen                | Grünanlage Pfeiffersche Garten                                    | Ossendorf Rochusstr. o. Nr. |              | um 1890 | 1. Juli 1980       | 381            |